# Сіянецька волость
Сіянецька волость — історична адміністративно-територіальна одиниця Острозького повіту Волинської губернії Російської імперії. Волосний центр — село Сіянці.

## Історія
На межі ХІХ-ХХ століть село Жаврів відійшло до складу Аннопільської волості.

## Адміністративний устрій
Станом на 1885 рік складалася з 13 поселень, 11 сільських громад. Населення — 5796 осіб (2818 чоловічої статі та 2978 — жіночої), 611 дворових господарств.
Основні поселення волості:
- Сіянці — колишнє власницьке село за 20 верст від повітового міста;волосне правління; 451 особа, 52 двори, православна церква, постоялий будинок, водяний млин.
- Бочаниця — колишнє власницьке село, 1038 осіб, 83 двори, православна церква, школа, постоялий будинок, 2 водяних млини, пивоварний завод.
- Жаврів — колишнє власницьке село, 344 особи, 53 двори, православна церква, 2 постоялих будинки.
- Завизів — колишнє власницьке село при річці Горинь, 410 осіб, 46 дворів, православна церква, школа, постоялий будинок, 2 водяних млини.
- Милятин — колишнє власницьке село, 1226 осіб, 163 двори, 2 православних церкви, школа, 2 постоялих будинки, 5 водяних млинів.
- Михалківці — колишнє власницьке село, 358 осіб, 53 двори, православна церква.
- Тесів — колишнє власницьке село, 380 осіб, 52 двори, православна церква, постоялий будинок, водяний млин.

## У складі Польщі
18 березня 1921 року, після підписання мирної угоди («Ризький мир») між РРФСР і УСРР, з одного боку, та Польщею — з другого, був прокладений новий державний кордон, який поділив Волинську губернію на дві частини — до Польщі відійшли 6 повітів губернії, а також 5 волостей Острозького повіту, серед яких була і Сіянецька волость. 
У 1921-1939 року адміністративна одиниця існувала під назвою ґміна Сіяньце у тих же межах, що і за Російської імперії та Української держави (за винятком невеликого шматочка у східній частині із селом Дідова Гора).
На 1936 рік ґміна складалася з 30 громад:
1. Бадівка — село: Бадівка та хутори: Бадівка і Козелок;
2. Бочаниця — село: Бочаниця та хутір: Клапин;
3. Бухарів — село: Бухарів та колонія: Григорівка;
4. Хрінів — село: Хрінів та хутір: Кураж;
5. Черняхів — село: Черняхів, хутір: Дворик та військове селище: Пруски;
6. Дубенські — хутір: Дубенські;
7. Кураж — село: Кураж, хутори: Борщівка, Іванівка і Діброва та колонія: Кілявець;
8. Кургани — село: Кургани, хутір: Пасіка та військове селище: Кургани;
9. Михалківці — село: Михалківці;
10. Мілятин Бурини — село: Мілятин Бурини та хутори: Заруддя, Морочиха і Бурини;
11. Мілятин Почапки — село: Мілятин Почапки, колонії: Баранівка і Мар'янівка та хутори: Жолоб, Теремище і Барання;
12. Могиляни — село: Могиляни, хутір: Перейми та залізнична станція: Могиляни;
13. Мощаниця Чеська — село: Мощаниця Чеська;
14. Мощаниця Руська — село: Мощаниця Руська та хутори: Дубок, Грабівець і Рудки;
15. Садки — село: Садки, колонія: Діброва, хутори: Тісна, Вітрячний і Трактовий та урочище: Загорб;
16. Сіянці — село: Сіянці;
17. Тесів — село: Тесів, хутори: Підлипки, Гори, Підгай і Окопи та фільварок: Ошийки;
18. Волосківці — село: Волосківці та хутори: Сутець і Перейми;
19. Завизів — село: Завизів, військове селище: Завизів та хутори: Симонівщина і Грабівець.

Після радянської анексії західноукраїнських земель ґміна ліквідована у зв'язку з включенням у Острозький район.